# Raúl López Lemus
José Raúl López Lemus (San Pedro Sula, Honduras. 5 de noviembre de 1970) es un escritor y profesor de lengua española.

## Carrera
López Lemus estudió letras con orientación a literatura en la Universidad Nacional Autónoma de Honduras del Valle de Sula (UNAH-VS).
En 2014, su novela Sombra en el tintero fue galardonada con el Premio Centroamericano de Novela Mario Monteforte Toledo, en Guatemala. Siendo López Lemus el primer hondureño en ganar este premio. Solo el jurado calificador tuvo acceso a Sombra en el tintero, pero el libro fue publicado en 2018 por la Editorial Universitaria, bajo el nombre de Alguien dibuja una sombra.
Actualmente es profesor de español y jefe del departamento de letras en la UNAH-VS.

## Obras
- Entonces, el fuego (2011)[3]
- Sombra en el tintero (2014)[2]
- Perro adentro (2015)[4]
- Alguien dibuja una sombra (2018)[1]
- Escribir o tropezar (2020)
- Doce cuentos negros y violentos (antologado) (2021)[5]
- Ese mar que voló hecho un espejo (2021)

## Premios
- Premio Centroamericano de Novela Mario Monteforte Toledo 2014, en Guatemala.[2]